# Тедим-чин
Тедим-чин (Sukte, Tedim, Tedim Chin, Tiddim) — кукский язык, на котором говорит народ тедим-чин (зокам, зоми, тедим, чин), принадлежащий кластеру куки-чин-нага, проживающий на ареале Калай-Калав, в населённых пунктах Кьикха, Тедим и Тонзанг штата Чин в Мьянме, а также на юге штата Манипур и на севере штата Мизорам в Индии. Имеет диалекты зоу, камхау (камхао), сайзанг, сокте и тейзанг. Также используется в качестве второго языка в административно-территориальной единице Тиддим.